# 去冰島的三餐
《新西遊記外傳：一日三餐——去冰島的三餐》（韓語：신서유기 외전 : 삼시세끼 - 아이슬란드 간 세끼），簡稱《去冰島的三餐》，為韓國tvN的真人實境秀綜藝節目，由人氣綜藝節目《新西遊記》系列的羅䁐錫導演及申孝靜導演製作，並由李壽根及殷志源（水晶男孩）固定演出。此節目為《新西遊記》系列的第三部外傳節目，內容為兩位成員在兩天一夜內遊覽冰島的行程，自2019年9月20日至11月22日逢星期五韓國時間晚上10時40分在《一日三餐 山村篇》（9月20日至10月18日）及《新西遊記7》（10月25日至11月22日）結束後接續播出，以每期5分鐘的「特別形式」編成，並於節目完結後在YouTube上的Channel十五夜頻道公開完整版片段。

## 節目背景
《去冰島的三餐》的節目成員李壽根、殷志源均來自韓國人氣綜藝節目《新西遊記》。在該節目第六季的首集，節目成員們完成了遊戲環節「神奇的富良野 禮物禮物開啟了競賽」（簡稱「神奇的競賽」），而第二集則公開抽獎環節。其中，李壽根和殷志源於「神奇的競賽」中獲得第二名，因此有五次抽獎機會，而其中一項獎品為冰島旅行券，但當時兩位成員以「飛行時間太長」及「難以調動行程」為由而拒絕領獎。直至在2019年8月12日播出的《姜食堂3》最後一集，宋旻浩在成員聚會期間突然提起李壽根和殷志源的「冰島行」，而姜鎬童亦提議若殷志源能答對冰島的首都名稱，他便會代替兩人於聚會翌日出發完成「冰島行」。結果因殷志源無法答對冰島的首都名稱，所以兩人必須於一個月內出發，完成兩天一夜的行程。
2019年9月1日，李壽根和殷志源出發前往冰島拍攝。9月3日韓國時間凌晨5時，兩人於直播節目中介紹是次外傳節目名稱為《新西遊記外傳：一日三餐─去冰島的三餐》，自9月20日起在每集《一日三餐 山村篇》結束後接續播出，以每期5分鐘的「特別形式」編成。

## 節目簡介
雖然節目名稱包含《一日三餐》，但節目內容與《一日三餐 山村篇》並無直接關係。而此節目名稱出自2019年8月12日播出的《姜食堂3》最後一集，姜鎬童提議將李壽根和殷志源的「冰島行」片段安排在《一日三餐 山村篇》結束後接續播出，原因是《一日三餐 山村篇》為《姜食堂3》的接檔節目，而且兩部節目同樣是羅䁐錫導演的作品。加上韓文中的「三餐 (세끼)」與「小子 (새끼)」發音相似，因此節目名稱同時有「去冰島的小子」的意思。

## 節目成員
| 姓名       | 出生日期（年齡） | 職業                 |
| ---------- | ---------------- | -------------------- |
| 李壽根（이수근） | 1975年2月10日    | 主持人、喜劇演員     |
| 殷志源（은지원） | 1978年6月8日     | 歌手（水晶男孩成員） |

## 網絡版各集內容
| 集數 | 播出日期   | 拍攝地點                        | 播出內容                                                                                                   | 網上完整版片段                                |
| ---- | ---------- | ------------------------------- | --- | --------------------------------------------- |
| 1    | 2019/09/20 | 仁川                            | - 南韓仁川國際機場出國 - 韓亞航空機艙贈品「開箱」                                                          | （页面存档备份，存于） （页面存档备份，存于） |
| 2    | 2019/09/27 | - 仁川 - 德国法蘭克福           | - 品嚐韓亞航空飛機餐 - 德國法蘭克福機場過境                                                                | （页面存档备份，存于） （页面存档备份，存于） |
| 3    | 2019/10/04 | - 德国法蘭克福 - 冰島凱夫拉維克 | - 德國法蘭克福機場過境 - 冰島凱夫拉維克機場入境                                                            | （页面存档备份，存于） （页面存档备份，存于） |
| 4    | 2019/10/11 | - 冰島雷克雅未克                | - 到達酒店 - 便利店購物                                                                                    | （页面存档备份，存于） （页面存档备份，存于） |
| 5    | 2019/10/18 | - 冰島雷克雅未克                | - 起床任務：守護冰島特產                                                                                   | （页面存档备份，存于）                        |
| 6    | 2019/10/25 | - 冰島雷克雅未克                | - 起床任務：守護冰島特產（續） - 入水懲罰及溫泉體驗                                                        | （页面存档备份，存于） （页面存档备份，存于） |
| 7    | 2019/11/01 | - 冰島雷克雅未克                | - 在HBO劇集《權力遊戲》拍攝地附近拍攝本節目宣傳照 - 參觀蓋錫爾間歇泉                                       | （页面存档备份，存于） （页面存档备份，存于） |
| 8    | 2019/11/08 | - 冰島雷克雅未克                | - 節目組午餐 - 乘坐旅遊巴前往古佛斯瀑布 - 兩名節目成員的待機時間 - 參觀古佛斯瀑布 - 製作組偷偷準備網絡直播 | （页面存档备份，存于） （页面存档备份，存于） |
| 9    | 2019/11/15 | - 冰島雷克雅未克                | - 節目組晚餐 - 網絡直播                                                                                    | （页面存档备份，存于）                        |
| 10   | 2019/11/22 | - 冰島雷克雅未克                | - 龍珠大放出——猜空氣品牌 - 後記                                                                            | （页面存档备份，存于）                        |

## 後續節目
在2019年9月20日本節目首播當天，節目導演羅䁐錫亦在YouTube上的Channel十五夜頻道進行直播，期間提及若在本節目最後一集時，該YouTube頻道的訂閱人數達到100萬，便會將節目成員李壽根及殷志源送上月球。結果本節目尚未終映，YouTube頻道的訂閱人數便已突破100萬，羅䁐錫導演不但緊急開啟直播呼籲粉絲取消訂閱，其後更聯同李壽根及殷志源進行直播，表示會為兩人分別製作一個專屬節目（《我獨自生活的熊孩子志源》及《我獨自李食堂》），以代替「月球公約」。
2020年3月9日，申孝靜導演於Channel十五夜的Instagram帳戶發表帖文交代節目籌備進度，其中透露原本計劃為殷志源製作的《我獨自生活的熊孩子志源》將改以殷志源出演的其他節目代替，而為李壽根製作的《我獨自李食堂》則因2019冠狀病毒病疫情而推遲拍攝。最終殷志源與其所屬組合水晶男孩成員們一同出演的節目《三時四餐》於5月15日首播，李壽根一人出演的節目《我獨自李食堂》則於7月31日首播。

## 收視率
以下紀錄《去冰島的三餐》節目收視，紅色表示為該節目最高收視率，藍色則表示為該節目最低收視率。
| 集數       | 播出日期   | AGB收視率       | AGB收視率  | AGB收視率  | AGB收視率     |
| 集數       | 播出日期   | 大韓民國 (全國) | 有線台排行 | 有線台排行 | 首爾 (首都圈) |
| 集數       | 播出日期   | 大韓民國 (全國) | 所有 節目  | 綜藝 節目  | 首爾 (首都圈) |
| ---------- | ---------- | --------------- | ---------- | ---------- | ------------- |
| 1          | 2019/09/20 | 4.565%          | 2          | 2          | 4.681%        |
| 2          | 2019/09/27 | 3.975%          | 2          | 2          | 4.046%        |
| 3          | 2019/10/04 | 4.389%          | 2          | 2          | 4.306%        |
| 4          | 2019/10/11 | 3.809%          | 2          | 2          | 4.002%        |
| 5          | 2019/10/18 | 3.675%          | 2          | 2          | 3.895%        |
| 6          | 2019/10/25 | 3.304%          | 2          | 2          | 3.767%        |
| 7          | 2019/11/01 | 4.430%          | 2          | 2          | 5.024%        |
| 8          | 2019/11/08 | 4.085%          | 2          | 2          | 4.584%        |
| 9          | 2019/11/15 | 3.497%          | 2          | 2          | 4.084%        |
| 10         | 2019/11/22 | 3.255%          | 2          | 2          | 3.811%        |
| 平均收視率 | 平均收視率 | 3.898%          | -          | -          | 4.220%        |

## 提名及獲獎列表
| 年度   | 頒獎典禮               | 獎項           | 入圍項目                                 | 結果 | 來源   |
| ------ | ---------------------- | -------------- | ---------------------------------------- | ---- | ------ |
| 2020年 | 《第56屆百想藝術大獎》 | 綜藝節目作品獎 | 《新西遊記外傳：一日三餐——去冰島的三餐》 | 提名 | [ 15 ] |

## 外部連結
- 官方网站
- .   [2020-05-10]. （原始内容存档于2019-11-16） （韩语）.
- YouTube上的Channel十五夜頻道
- 去冰島的三餐 （页面存档备份，存于）的DAUM介紹頁面
- 去冰島的三餐 （页面存档备份，存于）的Naver TV頻道
- 去冰島的三餐 （页面存档备份，存于）的Kakao TV頻道
- 新西遊記的Facebook專頁

| · 星期五 22:40 – 23:00 (KST) | · 星期五 22:40 – 23:00 (KST)             | · 星期五 22:40 – 23:00 (KST) |
| ---------------------------- | ---------------------------------------- | ---------------------------- |
|                              | （2019.09.20 – 2019.11.22）              |                              |
| 無                           | 煮泡麵的男人 （2019.12.06 – 2020.02.21） |                              |